# Tour de Lombardie 2012
Le 106e Tour de Lombardie se déroule le samedi 29 septembre 2012. La classique a été déplacée deux semaines plus tôt comparativement aux éditions précédentes. Il s'agit de la 28e et avant-dernière épreuve de l'UCI World Tour 2012. La victoire est conquise par Joaquim Rodríguez (Katusha).

## Présentation

### Parcours
La course se déroule sur 251 kilomètres et le départ se donne à Bergame. Le "Mur de Sormano" fait son retour après 50 ans d'absence, il s'agit d'une ascension très raide située au haut du « Colma di Sormano », un prolongement de la montée qui était évité depuis 1962. Les deux derniers kilomètres ajoutés au « Colma di Sormano » ont une pente moyenne de 15 % avec passages à plus de 25 %. Le col est situé au kilomètre 168. Par la suite, les coureurs franchissent le Madonna del Ghisallo au kilomètre 204 et enfin, le Villa Vergano dont le sommet pointe à 10 kilomètres de l'arrivée. Les coureurs descendent ensuite vers la ligne située à Lecco.

### Équipes
L'organisateur RCS Sport a communiqué la liste des équipes invitées le 10 janvier 2012. 25 équipes participent à ce Tour de Lombardie - 18 ProTeams et 7 équipes continentales professionnelles :
| Nom de l'équipe         | Pays        | Code |
| ----------------------- | ----------- | ---- |
| AG2R La Mondiale        | France      | ALM  |
| Astana                  | Kazakhstan  | AST  |
| BMC Racing              | États-Unis  | BMC  |
| Euskaltel-Euskadi       | Espagne     | EUS  |
| FDJ-BigMat              | France      | FDJ  |
| Garmin-Sharp            | États-Unis  | GRS  |
| Katusha                 | Russie      | KAT  |
| Lampre-ISD              | Italie      | LAM  |
| Liquigas-Cannondale     | Italie      | LIQ  |
| Lotto-Belisol           | Belgique    | LTB  |
| Movistar                | Espagne     | MOV  |
| Omega Pharma-Quick Step | Belgique    | OPQ  |
| Orica-GreenEDGE         | Australie   | OGE  |
| Rabobank                | Pays-Bas    | RAB  |
| RadioShack-Nissan       | Luxembourg  | RNT  |
| Saxo Bank-Tinkoff Bank  | Danemark    | STB  |
| Sky                     | Royaume-Uni | SKY  |
| Vacansoleil-DCM         | Pays-Bas    | VCD  |

| Nom de l'équipe              | Pays        | Code |
| ---------------------------- | ----------- | ---- |
| Acqua & Sapone               | Italie      | ASA  |
| Androni Giocattoli-Venezuela | Italie      | AND  |
| Argos-Shimano                | Pays-Bas    | ARG  |
| Colnago-CSF Inox             | Irlande     | COG  |
| Colombia-Coldeportes         | Colombie    | COL  |
| Farnese Vini-Selle Italia    | Royaume-Uni | FAR  |
| Utensilnord Named            | Irlande     | UNA  |

### Favoris
Le vainqueur de l'édition précédente, Oliver Zaugg (RadioShack-Nissan), fait figure d'outsider. Philippe Gilbert (BMC Racing), ayant remporté le Championnat du Monde une semaine auparavant, fait figure de favori, tout comme les Espagnols Alberto Contador (Saxo Bank-Tinkoff Bank) et Joaquim Rodríguez (Katusha) qui montèrent sur le podium du Tour d'Espagne 2012. La motivation sera d'autant plus grande pour Rodríguez, lui qui entame la course au deuxième rang du classement World Tour, à 9 points de Bradley Wiggins (Sky). Les Italiens Vincenzo Nibali (Liquigas-Cannondale), Damiano Cunego (Lampre-ISD) et Domenico Pozzovivo (Colnago-CSF Inox), le Canadien Ryder Hesjedal (Garmin-Sharp) et le Belge Greg Van Avermaet (BMC Racing) sont également à prendre au sérieux.

## Récit de la course
La course se déroule sous la pluie quasiment de bout en bout. La température oscille autour de 10-12 degrés Celsius, et sur 197 partants, seulement 54 terminent l'épreuve. Le parcours glissant est fatal à plusieurs coureurs, dont le récent champion du monde Philippe Gilbert (BMC Racing) qui tombe et abandonne à 80 km de la ligne d'arrivée. Sa chute a lieu lors de la descente suivant le Mur de Sormano.
Plusieurs attaques individuelles sont tentées mais n'aboutissent à rien, dont une par Rui Costa (Movistar) et une autre par Kevin De Weert (Omega Pharma-Quick Step), qui s'étale sur le bitume détrempé en tentant de négocier une courbe. À 10 km de l'arrivée, Joaquim Rodríguez (Katusha) passe à l'attaque sur les pentes les plus sévères de la dernière difficulté du parcours afin de prendre une dizaine de secondes sur un petit groupe composé notamment d'Alberto Contador (Saxo Bank-Tinkoff Bank) et de Rigoberto Urán (Sky). Il parvient à conserver son avance dans la descente et sur les derniers kilomètres menant à Lecco.
Rodríguez franchit la ligne d'arrivée sous une pluie battante reléguant à une poignée de secondes le groupe de poursuivants réglé par Samuel Sánchez (Euskaltel-Euskadi).
Il devient ainsi le premier Espagnol à remporter la classique italienne. Il prend également la tête du classement UCI World Tour 2012 en dépassant Bradley Wiggins (Sky), et s'assure de terminer premier en fin de saison.

## Classement final
|    | Coureur            | Équipe                 |    | Temps           | Points UCI |
| -- | ------------------ | ---------------------- | -- | --------------- | ---------- |
| 1  | Joaquim Rodríguez  | Katusha                | en | 6 h 36 min 27 s | 100        |
| 2  | Samuel Sánchez     | Euskaltel-Euskadi      | +  | 9 s             | 80         |
| 3  | Rigoberto Urán     | Sky                    |    | 9 s             | 70         |
| 4  | Mauro Santambrogio | BMC Racing             |    | 9 s             | 60         |
| 5  | Sergio Henao       | Sky                    |    | 9 s             | 50         |
| 6  | Ryder Hesjedal     | Garmin-Sharp           |    | 9 s             | 40         |
| 7  | Bauke Mollema      | Rabobank               |    | 9 s             | 30         |
| 8  | Oliver Zaugg       | RadioShack-Nissan      |    | 9 s             | 20         |
| 9  | Alberto Contador   | Saxo Bank-Tinkoff Bank |    | 9 s             | 10         |
| 10 | Fredrik Kessiakoff | Astana                 |    | 9 s             | 4          |